# 木下逸雲

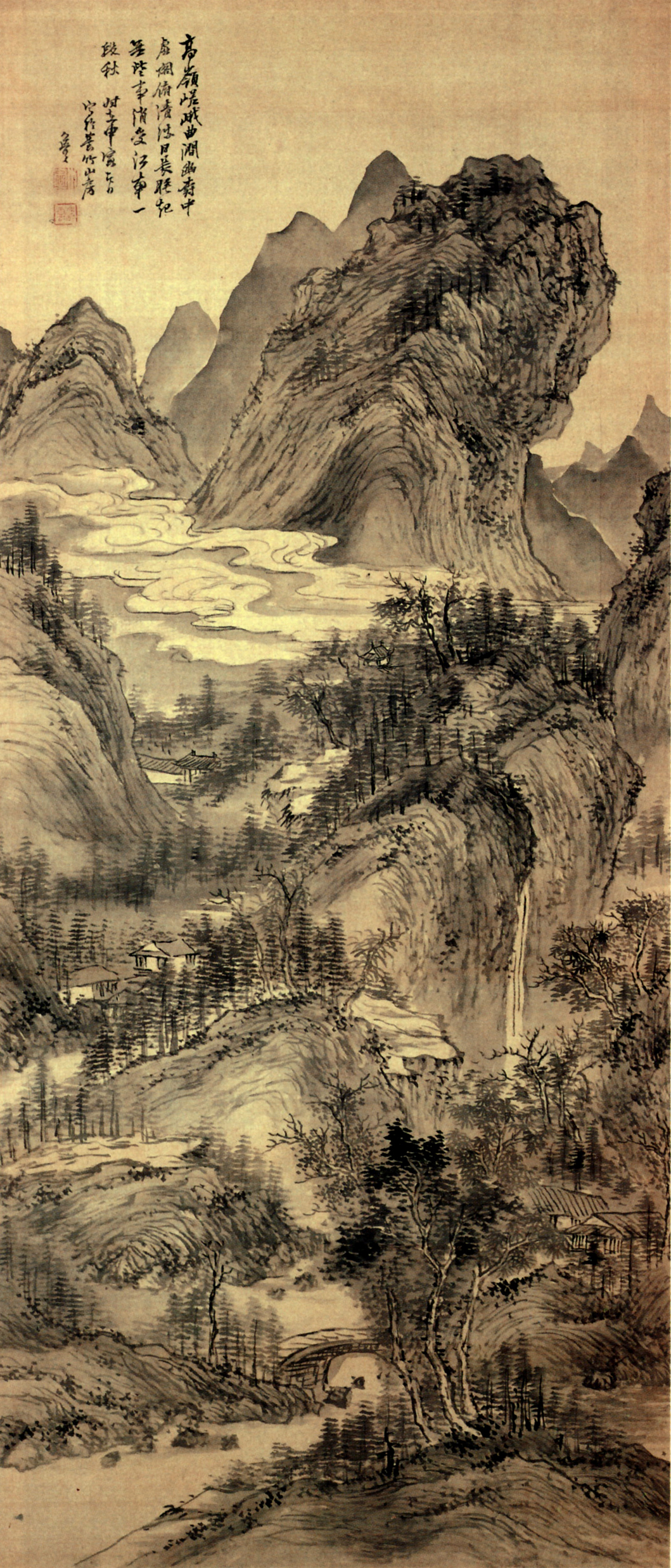
秋景山水図 1854年 絹本墨画

木下 逸雲（きのした いつうん、寛政12年8月1日（1800年9月19日） – 慶応2年8月4日（1866年9月12日））は、江戸時代後期の長崎の南画家。鉄翁祖門・三浦梧門と共に長崎三大家とされる。
幼名弥四郎といい出演し、のちに通称を志賀之介とした。諱を相宰。逸雲は号、ほかに如螺山人・物々子。室号を養竹山房・荷香深処とした。

## 略伝
長崎八幡町、木下勝茂の3男に生まれる。文化14年（1817年）、18歳で木下家代々の乙名（名主）の役を引き継ぐも、文政12年（1829年）にその役を兄の子に譲り、自身は元来関心のあった医師を生業とし、医門名を得生堂と称した。蘭医オットー・モーニケによって伝えられた種痘術の普及に努めている。「霧島山に登るの記」（文政11年（1828年））の小文がある。
画は、はじめ唐絵目利の石崎融思に学び、来舶清人の江稼圃・張秋穀からは南画の技法を修めた。その後も清人陳逸舟、徐雨亭にその画風を学んだ。さらに雪舟、狩野派・大和絵・円山四条派などの諸派や西洋画の画法を熱心に研究し、様々な技法を取り入れた。画僧鉄翁祖門と画を共に学び生涯の友となった。逸雲は筆が早く、遅筆の鉄翁と対極をなした。田能村竹田・頼山陽・広瀬淡窓など文人と交わった。
逸雲は多芸多才で知られ、書・篆刻を能くし、琵琶の演奏・制作に巧みで、煎茶をたしなみ、藤原相宰の名で優れた和歌を詠んだ。また白磁染付で知られる亀山焼の発展に尽くし、自ら絵付けも行っている。長崎円山花月楼清譚会の世話役を務め、日中文化交流を促した。
慶応2年（1866年）4月、京阪・江戸に漫遊し、同年8月横浜から長崎行きのイギリス船黒龍号に乗船するも、玄界灘で海難事故に遭い、帰らぬ人となった。享年68。門人に、河村雨谷・津田南竹・池島邨泉・長井雲坪など。また姉の小蘭、甥の秋塘も画家である。

## 作品
- 「秋景山水図」1830年　長崎歴史文化博物館
- 「秋景山水図」1854年
- 「山水図」1861年
- 「花鳥図（牡丹に猫）」1862年
- 「水墨林巒重畳図」1863年
- 「桃花源図」1864年
- 「蘭水仙図」1864年
- 「蓮塘図」1865年